# Wodiane (rejon wasylowski)
Wodiane (ukr. Водяне) – wieś na Ukrainie, w obwodzie zaporoskim, w rejonie wasylowskim, siedziba hromady. W 2001 liczyła 5921 mieszkańców, spośród których 5484 wskazało jako ojczysty język ukraiński, 366 rosyjski, 2 mołdawski, 1 bułgarski, 9 białoruski, 48 ormiański, 8 inny, a 3 osoby się nie zadeklarowały.